# Ted J. Kent
Pour les articles homonymes, voir Kent (homonymie).
Ted J. Kent (parfois crédité Ted Kent) est un monteur américain (membre de l'ACE), né Theodore John Kent le 6 octobre 1901 en Illinois, mort le 17 juin 1986 dans le comté d'Orange (Californie).

## Biographie
Ted J. Kent fait carrière au sein d'Universal Pictures, où il est monteur de près de cent-cinquante films américains (dont quelques courts métrages musicaux). Le premier est La Case de l'oncle Tom (Uncle Tom's Cabin), de Harry A. Pollard (avec Margarita Fischer et George Siegmann), sorti en 1927. Les deux derniers sont les westerns L'Homme de la Sierra de Sidney J. Furie (avec Marlon Brando), sorti en 1966, et Violence à Jericho d'Arnold Laven (avec Dean Martin et Jean Simmons), sorti en 1967.
Dans l'intervalle, il collabore notamment avec les réalisateurs James Whale (neuf films, dont L'Homme invisible en 1933, avec Claude Rains et Gloria Stuart), Max Ophüls (deux films, dont Lettre d'une inconnue en 1948, avec Joan Fontaine et Louis Jourdan), Robert Siodmak (trois films, dont Pour toi j'ai tué en 1949, avec Burt Lancaster et Yvonne De Carlo), Douglas Sirk (trois films, dont Tempête sur la colline en 1951, avec Claudette Colbert et Ann Blyth), ou encore Joseph Pevney (cinq films, dont L'Homme aux mille visages en 1957, avec James Cagney et Dorothy Malone).
Pour la télévision, Ted J. Kent contribue à six séries entre 1959 et 1961, dont L'Homme à la carabine (un épisode, 1959, avec Chuck Connors).
En 1965, il obtient une nomination à l'Oscar du meilleur montage, pour Grand méchant loup appelle de Ralph Nelson (1964, avec Cary Grant et Leslie Caron).

## Filmographie partielle

### Cinéma
- 1927 : The Claw de Sidney Olcott
- 1927 : La Case de l'oncle Tom (Uncle Tom's Cabin) de Harry A. Pollard
- 1928 : The Foreign Legion d'Edward Sloman
- 1928 : The Grip of the Yukon (en) d'Ernst Laemmle
- 1929 : It Can Be Done de Fred C. Newmeyer
- 1929 : Un jour de veine (His Lucky Day) d'Edward F. Cline
- 1929 : College Love de Nat Ross
- 1929 : The Drake Case d'Edward Laemmle
- 1930 : Captain of the Guard (en) de John S. Robertson
- 1931 : Up for Murder de Monta Bell
- 1931 : Seed de John M. Stahl
- 1931 : Lasca of the Rio Grande d'Edward Laemmle
- 1931 : The Bad Sister de Hobart Henley
- 1931 : Orages (A House Divided) de William Wyler
- 1932 : They Just Had to Get Married d'Edward Ludwig
- 1932 : Tom Brown of Culver de William Wyler
- 1932 : Okay, America! de Tay Garnett
- 1932 : Night World de Hobart Henley
- 1933 : Le Baiser devant le miroir  (The Kiss Before the Mirror) de James Whale
- 1933 : Court-circuit (By Candlelight) de James Whale

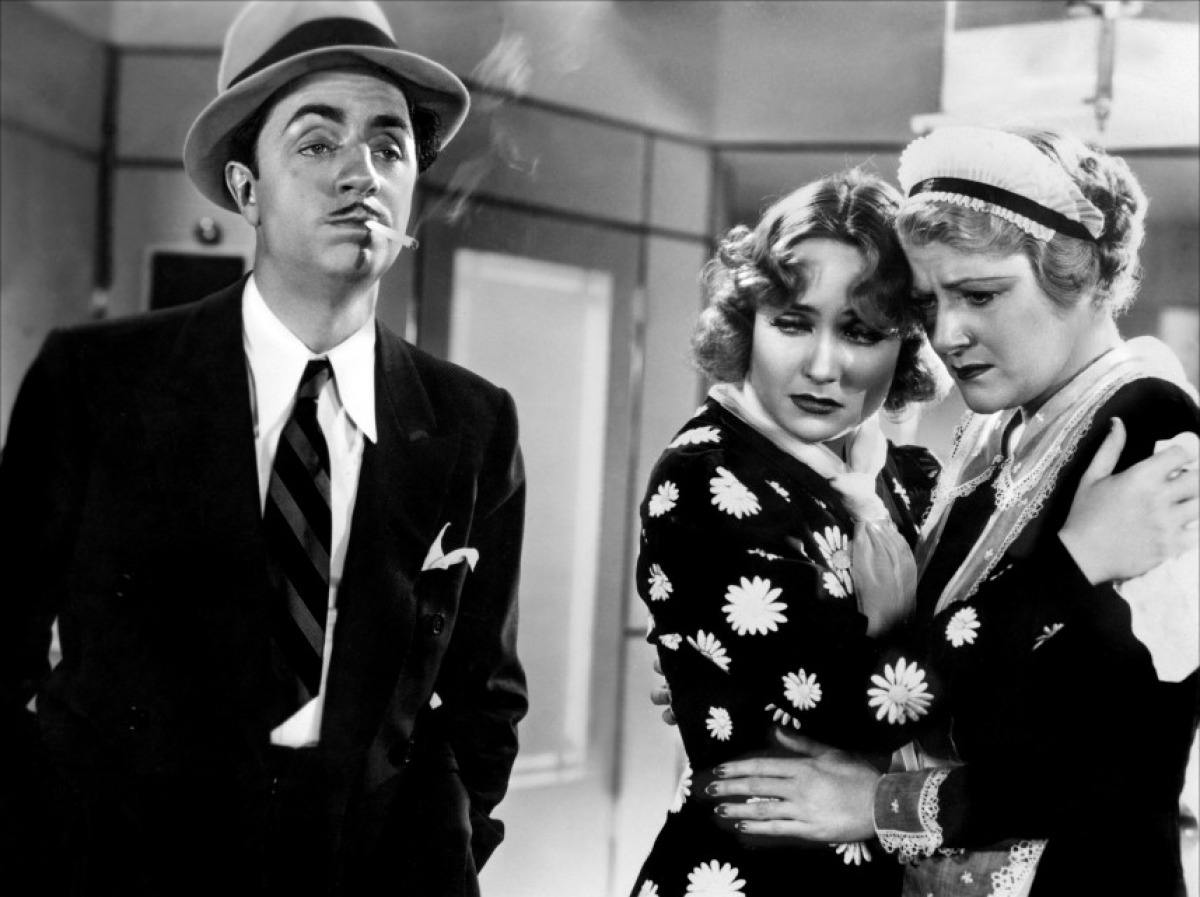
Mon homme Godfrey (1936) : William Powell, Carole Lombard et Jean Dixon (de g. à d.)

- 1933 : Her First Mate de William Wyler
- 1933 : L'Homme invisible (The Invisible Man) de James Whale
- 1934 : Fascination (Glamour) de William Wyler
- 1934 : One More River de James Whale
- 1935 : Night Life of the Gods de Lowell Sherman
- 1935 : La Fiancée de Frankenstein (The Bride of Frankenstein) de James Whale
- 1935 : Atlantic Adventure d'Albert S. Rogell
- 1935 : Cocktails et Homicides (Remember Last Night?) de James Whale
- 1936 : Mon homme Godfrey (My Man Godfrey) de Gregory La Cava
- 1936 : Épreuves (Next Time We Love) d'Edward H. Griffith
- 1936 : Show Boat de James Whale
- 1936 : La Brute magnifique (Magnificent Brute) de John G. Blystone
- 1936 : Trois Jeunes Filles à la page (Three Smart Girls) de Henry Koster
- 1937 : Après (The Road Back) de James Whale
- 1937 : Merry Go Round of 1938 d'Irving Cummings
- 1938 : Délicieuse (Mad About Music) de Norman Taurog
- 1938 : Service de Luxe (titre original) de Rowland V. Lee
- 1938 : Lady in the Morgue d'Otis Garrett
- 1938 : Lettre d'introduction (Letter of Introduction) de John M. Stahl
- 1939 : Frères héroïques (The Sun Never Sets) de Rowland V. Lee
- 1939 : Unexpected Father de Charles Lamont
- 1939 : Les trois jeunes filles ont grandi (Three Smart Girls Grow Up) de Henry Koster
- 1939 : Le Fils de Frankenstein (Son of Frankenstein) de Rowland V. Lee
- 1939 : Missing Evidence de Phil Rosen
- 1940 : La Maison des sept péchés (Seven Sinners) de Tay Garnett
- 1940 : Enemy Agent (en) de Lew Landers
- 1940 : Double Alibi de Phil Rosen
- 1940 : Love, Honor and Oh-Baby! de Charles Lamont
- 1940 : L'Enfer vert (Green Hell) de James Whale
- 1940 : Black Diamonds de Christy Cabanne
- 1940 : Margie d'Otis Garrett et Paul Girard Smith
- 1941 : Back Street de Robert Stevenson
- 1941 : Le Chat noir (The Black Cat) d'Albert S. Rogell
- 1941 : Mr. Dynamite de John Rawlins
- 1941 : Hellzapoppin d'H. C. Potter
- 1941 : Burma Convoy (en) de Noel Smith
- 1941 : Rendez-vous d'amour (Appointment for Love) de William A. Seiter
- 1941 : Le Loup-garou (The Wolf Man) de George Waggner
- 1941 : Swing It Soldier de Harold Young
- 1942 : La Fièvre de l'or (North to the Klondike) d'Erle C. Kenton
- 1942 : Broadway de William A. Seiter
- 1942 : Le Fantôme de Frankenstein ou Le Spectre de Frankenstein (The Ghost of Frankenstein) d'Erle C. Kenton
- 1942 : Madame Spy (en) de Roy William Neill
- 1943 : La Sœur de son valet (His Butler's Sister) de Frank Borzage
- 1943 : The Amazing Mrs. Holliday, de Bruce Manning
- 1943 : Liens éternels (Hers to Hold) de Frank Ryan
- 1944 : Boss of Boomtown (en) de Ray Taylor
- 1944 : Vacances de Noël (Christmas Holiday) de Robert Siodmak
- 1945 : Honeymoon Ahead de Reginald Le Borg
- 1945 : Deanna mène l'enquête (Lady on the train) de Charles David

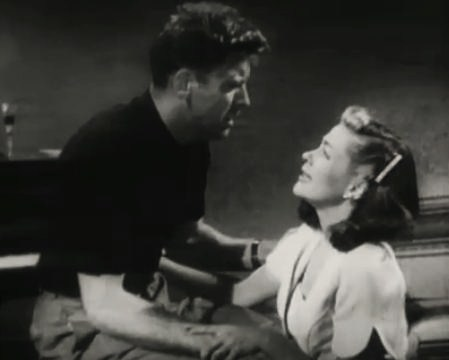
Pour toi j'ai tué (1949) : Burt Lancaster et Yvonne De Carlo

- 1946 : Because of Him de Richard Wallace
- 1946 : L'Impératrice magnifique (Magnificent Doll) de Frank Borzage
- 1946 : The Runaround de Charles Lamont
- 1947 : L'Exilé (The Exile) de Max Ophüls
- 1947 : Désirs de bonheur (Time Out of Mind) de Robert Siodmak
- 1948 : La Petite Téléphoniste (For the Love of Mary) de Frederick De Cordova
- 1948 : Lettre d'une inconnue (Letter from an Unknown Woman) de Max Ophüls
- 1949 : Nous... les hommes (Yes Sir That's My Baby) de George Sherman
- 1949 : Johnny le mouchard (Johnny Stool Pigeon) de William Castle
- 1949 : Pour toi j'ai tué (Criss Cross) de Robert Siodmak
- 1950 : Sierra d'Alfred E. Green
- 1950 : Chasse aux espions (Spy Hunt) de George Sherman
- 1950 : La Femme sans loi (Frenchie) de Louis King
- 1950 : Le Bistrot du péché (South Sea Sinner) d'H. Bruce Humberstone
- 1951 : Les Pirates de Macao (Smuggler's Island) d'Edward Ludwig
- 1951 : Les Frères Barberousse (Flame of Araby) de Charles Lamont
- 1951 : Tempête sur la colline (Thunder on the Hill) de Douglas Sirk
- 1951 : La Quatrième Issue (The Raging Tide) de George Sherman
- 1951 : Bedtime for Bonzo de Frederick de Cordova
- 1952 : Une fille à bagarres (Scarlet Angel) de Sidney Salkow
- 1952 : Au mépris des lois (The Battle at Apache Pass) de George Sherman
- 1952 : Ma and Pa Kettle at the Fair de Charles Barton
- 1952 : Le Traître du Texas (Horizons West) de Budd Boetticher
- 1953 : Le Tueur du Montana (Gunsmoke) de Nathan Juran
- 1953 : Les Yeux de ma mie (Walking My Baby Back Home) de Lloyd Bacon
- 1953 : Quand la poudre parle (Law and Order) de Nathan Juran
- 1953 : Le Crime de la semaine (The Glass Web) de Jack Arnold
- 1953 : La Légende de l'épée magique (The Golden Blade) de Nathan Juran
- 1954 : Seul contre tous (it) (Rails Into Laramie) de Jesse Hibbs
- 1954 : Le Nettoyeur (Destry) de George Marshall

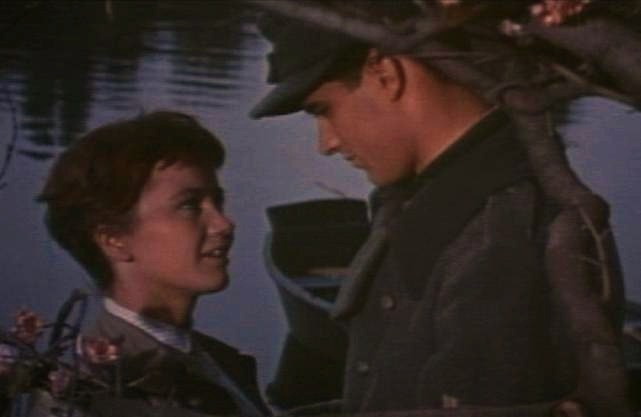
Le Temps d'aimer et le Temps de mourir (1958) : Liselotte Pulver et John Gavin

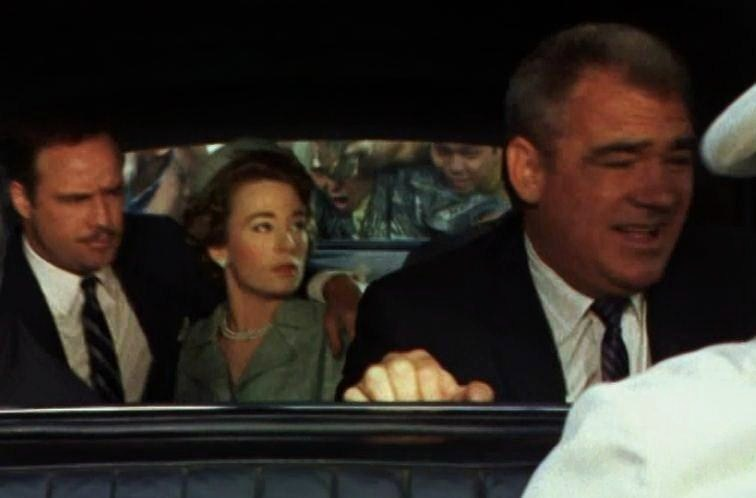
Le Vilain Américain (1963) : Marlon Brando, Sandra Church et Judson Pratt (de g. à d.)

- 1954 : L'Étrange Créature du lac noir (Creature from the Black Lagoon) de Jack Arnold
- 1954 : Le Chevalier du roi (The Black Shield of Falworth) de Rudolph Maté
- 1954 : Francis Joins the WACS d'Arthur Lubin
- 1955 : La Muraille d'or (Foxfire) de Joseph Pevney
- 1955 : La Guerre privée du major Benson (The Private War of Major Benson) de Jerry Hopper
- 1955 : Le Cavalier au masque (The Purple Mask) d'H. Bruce Humberstone
- 1955 : Capitaine Mystère (Captain Lightfoot) de Douglas Sirk
- 1956 : Behind the High Wall d'Abner Biberman
- 1956 : Brisants humains (Away All Boats) de Joseph Pevney
- 1957 : Kelly et moi de Robert Z. Leonard
- 1957 : Rendez-vous avec une ombre (The Midnight Story) de Joseph Pevney
- 1957 : L'Emprise de la peur (Man Afraid) de Harry Keller
- 1957 : L'Homme aux mille visages (Man of a Thousand Faces) de Joseph Pevney
- 1958 : Flood Tide (en) d'Abner Biberman
- 1958 : Le Temps d'aimer et le Temps de mourir (A Time to Love and a Time to Die) de Douglas Sirk
- 1958 : Le Monstre des abîmes (Monster on the Campus) de Jack Arnold
- 1959 : The Rabbit Trap de Philip Leacock
- 1959 : Cette terre qui est mienne (This Earth Is Mine) de Henry King
- 1959 : Opération Jupons (Operation Petticoat) de Blake Edwards
- 1962 : Un soupçon de vison (That Touch of Mink) de Delbert Mann
- 1963 : Le Vilain Américain (The Ugly American) de George Englund
- 1964 : Grand méchant loup appelle (Father Goose) de Ralph Nelson
- 1964 : Le Retour d'Aladin (The Brass Bottle) de Harry Keller
- 1964 : L'Île des dauphins bleus (Island of the Blue Dolphins) de James B. Clark
- 1965 : Mirage (titre original) d'Edward Dmytryk
- 1965 : Les Yeux bandés (Blindfold) de Philip Dunne
- 1966 : L'Homme de la Sierra (The Appaloosa) de Sidney J. Furie
- 1967 : Violence à Jericho (Rough Night in Jericho) d'Arnold Laven

### Télévision
(séries)
- 1959 : L'Homme à la carabine (The Rifleman)
  - Saison 2, épisode 13 The Coward de James Neilson
- 1960-1961 : Dante
  - Saison unique, épisode 4 Dante's Dilemma (1960) de Richard Kinon et épisode 12 Don't Come On'a My House (1961) de Richard Kinon

## Distinction
- 1965 : Nomination à l'Oscar du meilleur montage, pour Grand méchant loup appelle.

## Note
1. ↑  Les lieux de naissance et de décès restent à préciser.